# Чиж золотий
Чиж золотий (Carduelis tristis) — вид горобцеподібних птахів родини в'юркових (Fringillidae). Поширений у Канаді та США, взимку мігрує в південні райони США аж до Мексики.

## Опис
Довжина тіла птаха сягає 11-12 см, розмах крил — 20-22 см, вага — 11-20 г. Оперення яскраво-жовте, на голові чорна шапочка, крила і хвіст чорні, наявні білі смужки на крилах. Взимку оперення стає більш тьмяним і набуває оливкового відтінку, після чого чорна шапочка на голові стає менш помітною. Самок можна розпізнати по їх оливково-жовтій спинці і темно-жовтому черевці. Взимку забарвлення самок стає коричневим, особливо на верхній частині тіла. Білі смужки на крилах залишаються помітними, що дозволяє, в свою чергу, відрізняти самок від молодих птахів.

## Поширення
Поширені по всій території США. Чижі, що мешкають на півночі країни, взимку перебираються в її південні райони. Під час міграції золоті чижі збираються великими зграями, в яких часто можна помітити також птахів інших видів, споріднених зі щигликами.

## Спосіб життя
Живляться насінням, пагонами, бруньками, хвоєю і безхребетними. Протягом року раціон чижа золотого змінюється, що залежить від наявності того чи іншого доступного виду їжі. Під час вигодовування пташенят основне місце в раціоні цих птахів займають безхребетні. Протягом більшої частини року американські чижі живляться насінням, а також бруньками, ніжними пагонами верби, а взимку навіть хвоєю. Насіння кульбаб, соняшника, амброзії і примули є основним джерелом харчування цих птахів у штаті Айова, офіційним символом якого птах обраний ще у 1933 році. В Айові цього птаха можна зустріти повсюди, він лишається тут на зимівлю, лише трохи міняючи колір.